# Єгіндикольський сільський округ (Каратобинський район)
Єгіндико́льський сільський округ (каз. Егіндікөл ауылдық округі, рос. Егиндыкольский сельский округ) — адміністративна одиниця у складі Каратобинського району Західноказахстанської області Казахстану. Адміністративний центр — село Єгендиколь.
Населення — 813 осіб (2021; 1752 у 2009, 2878 у 1999, 2923 у 1989).
Станом на 1989 рік існувала Єгіндикольська сільська рада (села Єгіндиколь, Жигерлен, Тушикара). 2011 року ліквідовано село Жигерлен. 2023 року до складу округу було включено село Косколь Каракульського сільського округу.

## Склад
До складу округу входять такі населені пункти:
| Населений пункт  | Старі назви | Населення, осіб (1989) | Населення, осіб (1999) | Населення, осіб (2009) | Населення, осіб (2021) |
| ---------------- | ----------- | ---------------------- | ---------------------- | ---------------------- | ---------------------- |
| Єгендиколь, село | Єгіндиколь  | 1752                   | 1807                   | 1437                   | 755                    |
| Жигерлен, село   | -           | 546                    | 524                    | 44                     | -                      |
| Каракога, село   | -           | -                      | 72                     | -                      | -                      |
| Косколь, село    | -           | 449                    | 475                    | 271                    | 58                     |
| Тушикара, село   | -           | 176                    | 0                      | -                      | -                      |